# Munteni
Munteni est une commune roumaine située dans le județ de Galați.